# Campeonato Russo de Futebol de 1994 - Segunda Divisão
O Campeonato Russo de Futebol - Segunda Divisão de 1994 foi o terceiro torneio desta competição. Participaram vinte e duas equipes. O nome do campeonato era "Primeira Liga" (Perváia Liga), dado que a primeira divisão era a "Liga Suprema" (Vysshaia Liga). As três zonas foram fundidas em apenas um campeonato unificado. Devido à diminuição de clubes da primeira divisão e o reestruturamento da pirâmide do futebol russo, esta edição contou com rebaixamentos tanto para o Campeonato Russo de Futebol de 1994 - Terceira Divisão como até para o Campeonato Russo de Futebol de 1994 - Quarta Divisão, sendo que três deles foram para a terceira e um para a quarta divisão. Não houve ascenso do Campeonato Russo de Futebol de 1993 - Terceira Divisão.

## Participantes
| Equipe                          | Cidade            | Região                  | No ano anterior                                              | Estádio                    | Capacidade | Títulos               | Participações |
| ------------------------------- | ----------------- | ----------------------- | ------------------------------------------------------------ | -------------------------- | ---------- | --------------------- | ------------- |
| FC Uralan Elista                | Elista            | Calmúquia               | Oitavo Lugar (Zona Oeste)                                    | Estádio Uralan             | 15.200     | 0 (não possui)        | 3             |
| FC Chernomorets Novorossisk     | Novorossisk       | Krai de Krasnodar       | Rebaixado no Torneio de Promoção                             | Estádio Trud               | 12.500     | 1 (1993 (Zona Oeste)) | 3             |
| FC Drujba Maikop                | Maikop            | Adiguésia               | Sétimo Lugar (Zona Oeste)                                    | Estádio Yunost             | 7.000      | 0 (não possui)        | 3             |
| FC Torpedo Vladimir             | Vladimir          | Oblast de Vladimir      | Sexto Lugar (Zona Oeste)                                     | Estádio Torpedo            | 19.700     | 0 (não possui)        | 3             |
| FC Avtodor-Olaf Vladikavkaz     | Vladikavkaz       | Ossétia do Norte-Alânia | Vice Campeão (Zona Oeste)                                    | Estádio SOK Tedeyev        | 3.000      | 0 (não possui)        | 2             |
| FC Smena-Saturn São Petersburgo | Tsentralny        | São Petersburgo         | Quinto Lugar (Zona Oeste)                                    | Estádio Kirov              | 100.000    | 0 (não possui)        | 2             |
| FC Erzu Grozny                  | Grózni            | Chechênia               | Terceiro Lugar (Zona Oeste)                                  | Estádio Sultan Bilimkhanov | 10.500     | 0 (não possui)        | 2             |
| FC Baltika Kaliningrado         | Kaliningrado      | Oblast de Kaliningrado  | Quarto Lugar (Zona Oeste)                                    | Estádio Baltika            | 14.000     | 0 (não possui)        | 2             |
| FC Zvezda Perm                  | Perm              | Oblast de Perm          | Quarto Lugar (Zona Central)                                  | Estádio Zvezda             | 19.500     | 0 (não possui)        | 3             |
| FK Sokol Saratov                | Saratov           | Oblast de Saratov       | Quinto Lugar (Zona Central)                                  | Estádio Lokomotiv          | 15.000     | 0 (não possui)        | 3             |
| FC Zenit São Petersburgo        | Petrogrado        | São Petersburgo         | Vice Campeão (Zona Central)                                  | Estádio Petrovsky          | 21.570     | 0 (não possui)        | 2             |
| FC Shinnik Iaroslavl            | Iaroslavl         | Oblast de Iaroslavl     | Sexto Lugar (Zona Central)                                   | Estádio Shinnik            | 22.000     | 0 (não possui)        | 1             |
| FC Tekhinvest-M Moskovsky       | Naro-Fominsky     | Oblast de Moscovo       | Terceiro Lugar (Zona Central)                                | --                         | --         | 0 (não possui)        | 2             |
| FC Neftekhimik Nizhnekamsk      | Nizhnekamsk       | Tartaristão             | Sétimo Lugar (Zona Central)                                  | Estádio Neftekhimik        | 3.000      | 0 (não possui)        | 2             |
| FC Irtysh Omsk                  | Omsk              | Oblast de Omsk          | Vice Campeão (Zona Leste)                                    | Estádio Estrela Vermelha   | 18.000     | 0 (não possui)        | 3             |
| FC Lokomotiv Chita              | Chita             | Oblast de Chita         | Terceiro Lugar (Zona Leste)                                  | Estádio Lokomotiv          | 12.500     | 0 (não possui)        | 3             |
| FC Zvezda Irkutsk               | Irkutsk           | Oblast de Irkutsk       | Quinto Lugar (Zona Leste)                                    | Estádio Trud               | 28.500     | 0 (não possui)        | 3             |
| FC Zarya Leninsk-Kuznetsky      | Leninsk-Kuznetsky | Oblast de Kemerovo      | Terceiro Lugar (Zona Leste)                                  | Estádio Shakhtyor          | 6.000      | 0 (não possui)        | 2             |
| FC Luch Vladivostok             | Vladivostok       | Krai do Litoral         | Rebaixado no Torneio de Promoção                             | Estádio Dínamo             | 10.500     | 1 (1992 (Zona Leste)) | 2             |
| FC Okean Nakhodka               | Nakhodka          | Krai do Litoral         | Rebaixado no Torneio de Promoção                             | Estádio Vodnik             | 10.000     | 0 (não possui)        | 1             |
| FC Rostselmash Rostov do Don    | Rostov do Don     | Oblast de Rostov        | Rebaixado diretamente do Campeonato Russo de Futebol de 1993 | Estádio Rostselmash        | 15.840     | 0 (não possui)        | 1             |
| Asmaral Moscovo                 | Presnensky        | Moscovo                 | Rebaixado diretamente do Campeonato Russo de Futebol de 1993 | Estádio Salyut             | 12.000     | 0 (não possui)        | 1             |

## Regulamento
O campeonato foi disputado no sistema de pontos corridos em turno e returno. Ao final, duas equipes eram promovidas para o Campeonato Russo de Futebol de 1995, quatro eram rebaixadas para o Campeonato Russo de Futebol de 1995 - Terceira Divisão, sendo que o último colocado era rebaixado diretamente para o Campeonato Russo de Futebol de 1995 - Quarta Divisão.

## Resultados do Campeonato
Chernomorets foi o campeão; junto com o vice, Rostselmash, foram promovidos para a primeira divisão russa.

Avtodor, Torpedo de Vladimir, Erzu e Zvezda de Perm foram rebaixados para a terceira divisão russa.

Techkinvest foi rebaixado para a quarta divisão russa.

## Campeão
| Campeão Russo da Segunda Divisão de 1994 |
| ---------------------------------------- |
| FC Chernomorets Novorossisk 2° Título    |